# حارة جبوب الملة (ذمار)
حارة جبوب الملة هي إحدى حارات مدينة ذمار التابعة لمحافظة ذمار، بلغ تعداد سكانها 1,406 نسمة حسب تعداد اليمن لعام 2004.